# Calders
Calders es un municipio de la comarca del Moyanés, en la provincia de Barcelona, comunidad autónoma de Cataluña, España.

## Geografía
El municipio se encuentra situado en una sierra y linda con los términos municipales de Artés, al norte, Moyá al este, Monistrol de Calders, al sur. Todos de la provincia de Barcelona.

## Demografía
Calders cuenta con una población de 1114 habitantes (INE 2024).
| Gráfica de evolución demográfica de Calders entre 1842 y 2021 |
| |
| Población de derecho según los censos de población del INE. Población de hecho según los censos de población del INE.Entre el censo de 1940 y el anterior, disminuye el término del municipio porque independiza a Monistrol de Calders. |

### Núcleos de población
Calders está formado por dos núcleos o entidades de población. 
En 1787 se incorpora al municipio Monistrol de Calders, que se desagregará en 1936. En 1857 incorpora la localidad de Viladecavalls de Calders.
Lista de población por entidades:
| Entidad de población     | Habitantes (2022) |
| ------------------------ | ----------------- |
| Calders                  | 1018              |
| Viladecavalls de Calders | 83                |
| Fuente: INE              |                   |

### Evolución demográfica
| 581                        | 647 | 788 | 833 |
| (Fuente: [cita requerida]) |     |     |     |

- Gráfico demográfico de Calders entre 1717 y 2007

1717-1981: población de hecho; 1990- : población de derecho

## Símbolos

### Escudo
El escudo de Calders se define por el siguiente blasón: Escudo losanjado: de gules, 3 calderos de oro puestas 2.1. Por timbre una corona mural de pueblo.
Fue aprobado el 13 de diciembre de 1985. Las calderas son las armas parlantes alusivas al nombre de la localidad y también las armas de los Calders, señores del pueblo.

### Bandera
La bandera de Calders se define como: Bandera apaisada de proporciones dos de alto por tres de largo, roja, con los tres calderos amarillas del escudo dispuestos simétricamente sobre el tercio del asta; cada caldero va inscrito en un cuadrado invisible de 1/3 del alto de la bandera, y se encuentran separados por 1/6.
Fue aprobada el 23 de julio de 1990.

## Economía
La actividad del municipio es básicamente la agricultura. Los cultivos principales son los propios del secano: cereales y viña. En la ganadería destaca el sector porcino y ovino.

## Monumentos y lugares de interés

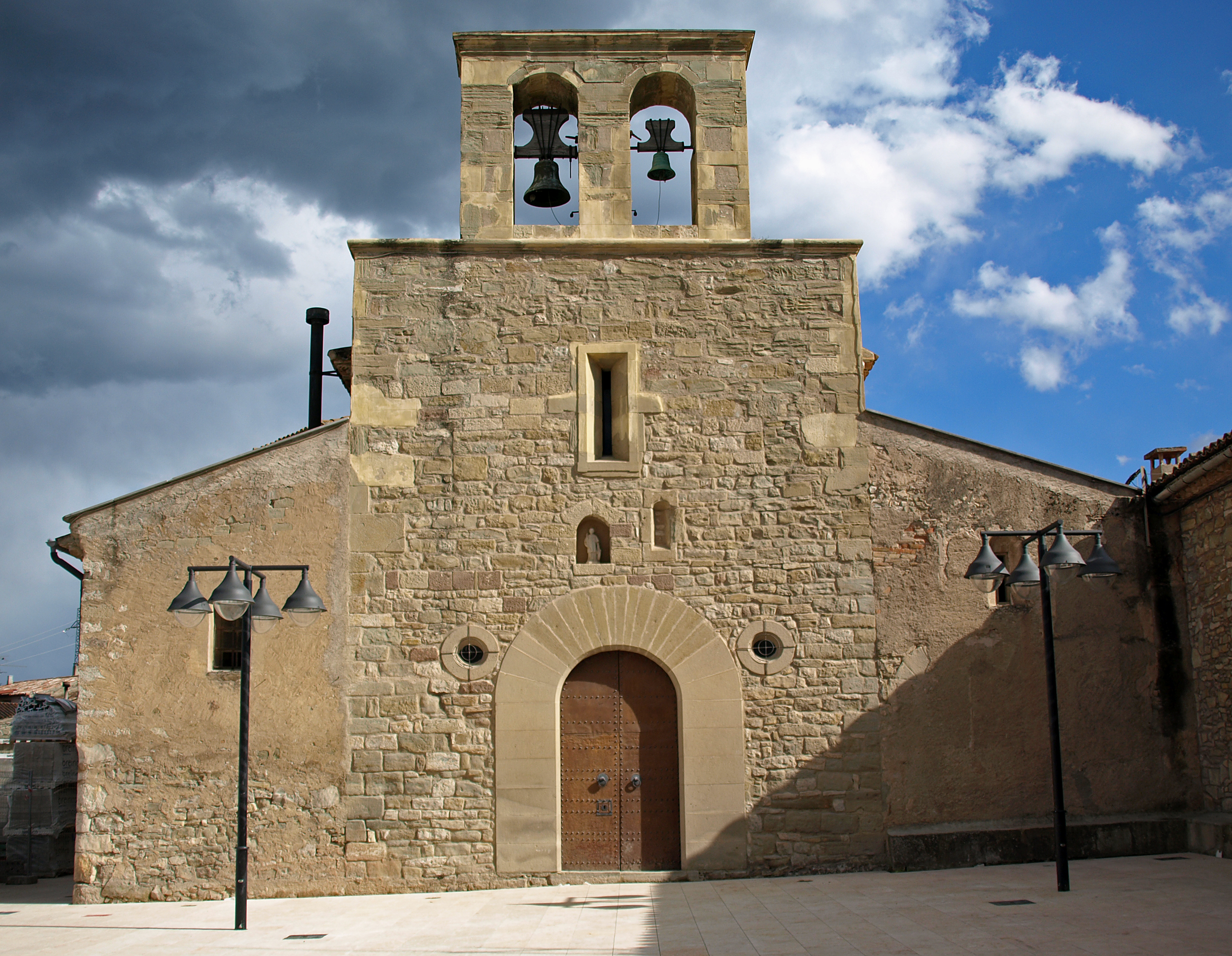
Iglesia de San Vicente de Calders

- Castillo de Calders. Del siglo XI, en estado de ruina, está edificado encima de un montículo de 471 m s. n. m. rodeado por un meandro de la riera de Calders. Perteneció a la familia Calders, hasta que en 1336 se vendió a la familia Talamanca.
- Colonia Jorba. Cerca del pueblo, a los pies de la riera de Calders, es una colonia industrial construida en 1892 por el empresario de Manresa Pere Jorba Gassó.
- Dolmen de Sant Amanç. Dentro del término municipal se encuentra un dolmen.
- La masía e iglesia de la Grossa
- Iglesia románica de San Salvador del Canadell
- Iglesia de San Vicente de Calders
- Iglesia de San Andrés de Bellveí